# Анхария
Анха́рия (лат. Ancharia; умерла, предположительно, в период до 69 года до н. э.) — древнеримская аристократка из плебейского рода Анхариев, первая супруга Гая Октавия и мать его старшей дочери Октавии.

## Биография
Анхария была первой женой римского политика Гая Октавия, который принадлежал, хотя и к всадническому, но богатому роду Октавиев из города Велитры. В этом союзе родилась дочь Октавия Старшая. Предположительно, после родов Анхария скончалась. Гай Октавий вторично женился около 69 года до н. э.; его избранницей стала дочь претора 60 года до н. э. Марка Атия Бальба и Юлии, сестры Гая Юлия Цезаря. От брака с Атией Октавий имел двоих детей: ещё одну Октавию, появившуюся на свет около 69 года до н. э., и сына, ставшего впоследствии основателем Империи, который «родился в консульство Марка Туллия Цицерона и Гая Антония Гибриды, в девятый день до октябрьских календ» (23 сентября). 

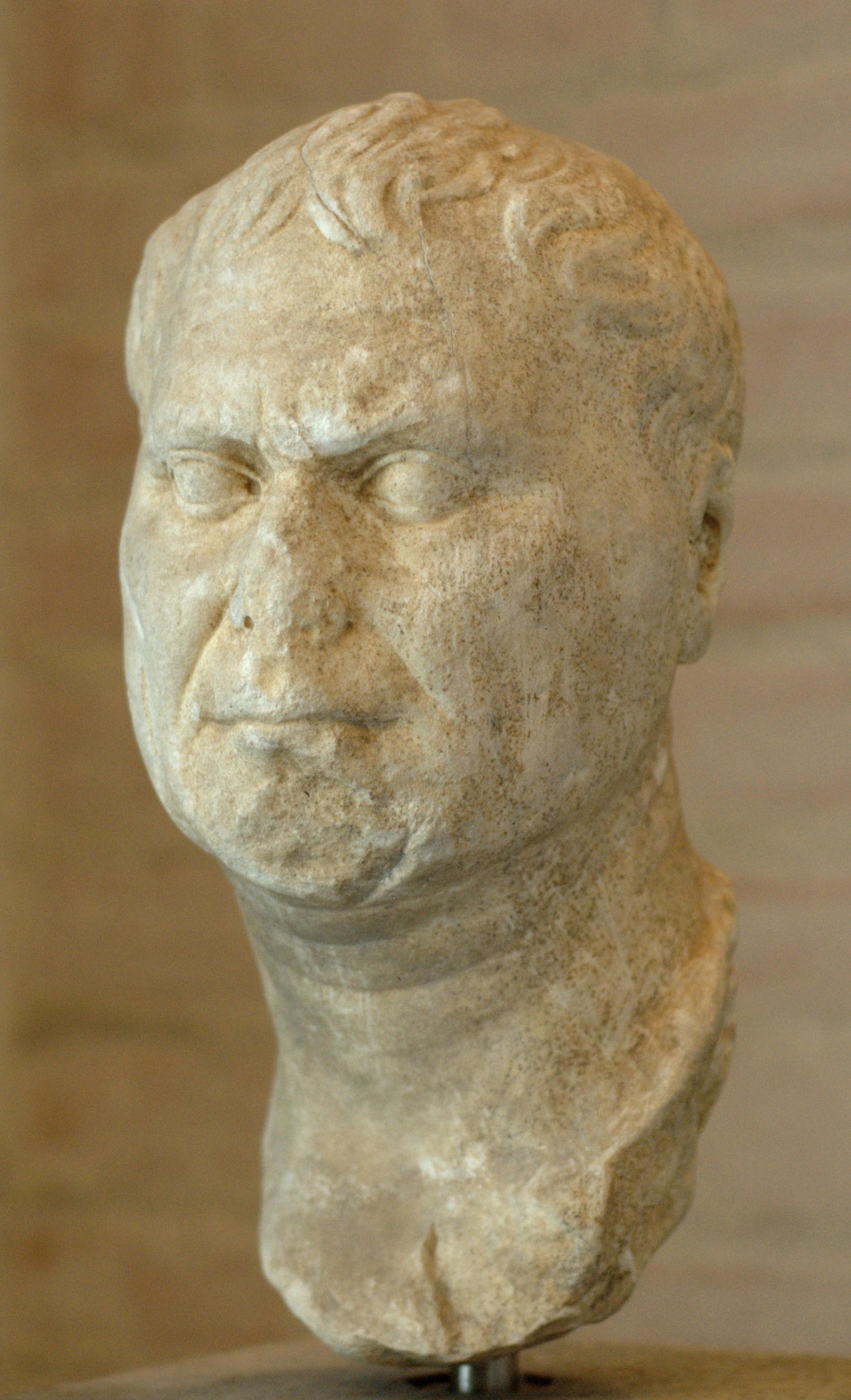
Гай Октавий, супруг

Более об Анхарии сохранившиеся источники ничего не сообщают.